# هوبر ورلگ
هوبر ورلگ  (ورلگ در زبان آلمانی به معنی انتشارات است)مستقر در مونیخ یک تجارت خانوادگی بین‌المللی و یکی از ناشران پیشرو زبان خارجی برای آموزش و مواد آموزشی برای بزرگسالان و تحصیلات تکمیلی است. در حال حاضر بیش از ۳۰ زبان با مواد هوبر تدریس می‌شود. کتاب‌های درسی و مطالب خودآموز، دایرةالمعارف‌ها، واژگان و دستور زبان‌ها، کتاب‌های صوتی و خواندنی و همچنین ادبیات تخصصی بخشی از این برنامه هستند. هوبر رهبر بازار جهانی در زمینه زبان آلمانی به عنوان یک زبان خارجی است.

## ساختار شرکتی
هوبر ورلگ ۱۵۰ کارمند در سراسر جهان (از ژوئن ۲۰۱۳) دارد و از نوامبر ۲۰۱۳ در مونیخ مستقر است. علاوه بر دفتر مرکزی در بایرن، این انتشارات دارای ۱۲ دفتر فروش در سراسر جهان و دو شعبه در خارج از کشور است. محصولات این ناشر از آوریل ۲۰۱۴ توسط سرویس ناشر در گیلشینگ منتشر می‌شودو مدیریت خانه انتشارات بر عهده سه مدیر عامل Michaela Hueber, Marion Kerner و Sylvia Tobias است. Michaela Hueber انتشارات را در نسل سوم از سال ۱۹۸۶ اداره می‌کند.

## تاریخچه
ماکس هوبر، صاحب کتابفروشی دانشگاه در Amalienstrasse مونیخ که از سال ۱۹۱۱ وجود داشت، شرکت Max Hueber Verlag را در سال ۱۹۲۱ تأسیس کرد. در سال ۱۹۲۲، ماکس هوبر به همراه هلموت هاتزفلد رومانیست، اولین پروژه را برای تفسیر متون فرانسوی توسعه داد. نویسندگان دیگری از انتشارات جوان نیز از حوزه مطالعات رمانتیک آمده‌اند. در پایان دهه ۱۹۲۰، الهیات و فلسفه به عنوان حوزه‌های انتشارات دیگری اضافه شدند. تا جنگ جهانی دوم، چند صد عنوان کناب توسط هوبر چاپ شد.
در سال ۱۹۴۳ کل سهام انتشارات از بین رفت. کار انتشار تا سال ۱۹۴۹ به حالت تعلیق درآمد. در سال ۱۹۴۹ ارنست هوبر، پسر بنیانگذار ناشر، انتشارات را بازسازی کرد. زبان‌های خارجی در برنامه گنجانده شده‌است. آن‌ها در سال‌های بعد تمرکز کار انتشارات را تشکیل دادند.
در سال ۱۹۵۵، «آموزش زبان آلمانی برای خارجی‌ها» اثر دورا شولز و هاینز گریسباخ نقطه عطفی در تاریخ انتشارات بود: اولین فصل برای موفق آلمانی به عنوان شاخه انتشاراتی زبان خارجی نوشته شده بود. همچنین از سال ۱۹۵۵ ارنست هوبر نقش کلیدی در توسعه انستیتو گوته ایفا کرد. [منبع؟ ] آموزش زبان آلمانی به دغدغه اصلی هوبر تبدیل شد.
یک سیستم کاملاً بنیادی برای یادگیری هدف گرا در سال ۱۹۶۴ همراه با انجمن مرکز آموزش بزرگسالان ایجاد شد. برنامه زبان انتشارات به‌طور پیوسته رشد کرد و به پرسنل و فضای بیشتری نیاز داشت. ساختمان اصلی در Amalienstraße مونیخ بسیار کوچک شد، بنابراین در سال ۱۹۷۰ ماکس هوبر ورلاگ به ساختمان جدیدی در Ismaning در شمال مونیخ نقل مکان کرد. در سال ۱۹۷۶ اولین مرکز اطلاع‌رسانی برای معلمان زبان در دوسلدورف افتتاح شد که قرار بود به عنوان فضای نمایشگاهی و مکانی برای ملاقات و تبادل نظر باشد.
ارنست هوبر در اوج کار انتشارات خود در سال ۱۹۷۷ در سن ۵۳ سالگی درگذشت. شرکت به‌طور موقت توسط ایلسه هوبر، خواهرش ادامه یافت. در سال ۱۹۸۶، مایکلا هوبر، دختر ارنست هوبر، مدیریت شرکت را به عنوان شریک مدیر و ناشر بر عهده گرفت.
بین سال‌های ۱۹۸۹ و ۱۹۹۲، اهمیت Max Hueber Verlag با افزایش تعداد مهاجران از کشورهای شرقی که مایل به یادگیری زبان آلمانی بودند، افزایش یافت. در همان زمان، انتشارات با همکاری، مشارکت در شرکای خارجی و تأسیس شرکت‌های خود در خارج از کشور، موقعیت خود را در بازار گسترش داد. "Verlag für Deutsch" با پیشنهاد بسیار تخصصی خود در زمینه‌های دستور زبان، خودآموزی و مطالب اضافی ۱۰۰ درصد به گروه Hueber در سال ۱۹۹۱ وابسته بود. در سال ۱۹۹۳ یک مرکز اطلاعات در مونیخ افتتاح شد که در مجاورت مؤسسه گوته قرار دارد.
از سال ۱۹۹۶، CD-ROMها برای یادگیری تعاملی بر روی رایانه شخصی و محصولات متعددی به‌طور خاص برای مطالعه شخصی توسعه یافتند. سومین مرکز اطلاعات هوبر در مرکز برلین پایتخت فدرال افتتاح شد.
با هدف «تقویت نقاط قوت» و «گسترش رهبری بازار در آلمان به عنوان یک بخش زبان خارجی»، مدیریت شرکت در سال ۲۰۰۰ تصمیم گرفت بر برند Hueber تمرکز کند و انتشارات آلمانی را در Max Hueber Verlag ادغام کند.
در سال ۲۰۰۵، Max Hueber Verlag از پیشگام خود ارنست هوبر (۱۹۲۳–۱۹۷۷) یاد کرد، که در سال ۱۹۵۵ با انتشار کتاب افسانه‌ای «شولز/گریسباخ» با کمپین‌های متعدد تحت شعار، نقطه عطفی را در موضوع هنوز جوان آلمانی به‌عنوان یک زبان خارجی به وجود آورد. «زبان‌ها بر مرزها غلبه می‌کنند». «آموزش زبان آلمانی برای خارجی‌ها» که به سرعت به کتاب درسی استاندارد و پرفروش جهانی تبدیل شد، داستان موفقیت این انتشارات را به عنوان ارائه دهنده پیشرو مواد آموزشی در زمینه آلمانی به عنوان یک زبان خارجی پایه‌گذاری کرد.
ده سال پس از آخرین تغییر اساسی، هوبر ورلگ در سال ۲۰۰۶ با یک نام تجاری جدید ظاهر شد. توسعه بیشتر لوگو، تایپ فیس شرکتی آن و شعار «شادی در زبان‌ها» معماری برند جدید را تشکیل می‌دهد. به عنوان بخشی از تصویر برند جدید، Max Hueber Verlag اکنون به عنوان هوبر ورلگ معامله می‌کند. در نوامبر ۲۰۱۳، پس از ۴۲ سال در Ismaning، انتشارات به مونیخ، یعنی به Baubergerstr بازگشت. ۳۰ در منطقه موساچ. از سال ۲۰۱۲، بسته‌های آموزشی دیجیتال، کتاب‌های درسی تعاملی و مواد برای Moodle نقش ناشر را در زمینه روش‌شناسی و آموزش زبان‌های خارجی تثبیت کرده‌است. برای ۱ در ۱ ژانویه ۲۰۱۴، هوبر پورتفولیوی انتشارات دیجیتال AG را در اختیار گرفت و از این طریق دامنه خود را با نرم‌افزارهای اضافی یادگیری زبان، دوره‌های صوتی و کتاب‌های صوتی گسترش داد. از آوریل ۲۰۱۴، انتشارات در زمینه توزیع نیز پیشرفت کرده‌است: Verlagsdienst در Gilching در نزدیکی مونیخ، تحویل کامل برنامه را از هوبر و شرکای آن بر عهده گرفته‌است.
به گفته ناشر، به دلیل همه‌گیری COVID-19، فروش در سال ۲۰۲۰ حدود ۲۵ کاهش یافت. ٪، با رسانه‌های دیجیتال برای یادگیری زبان مستقل از مکان که تقاضای بیشتری نسبت به قبل دارد. در سال ۲۰۲۱، انتشارات صدمین سالگرد و ۳۵ سالگی انتشاراتی را که توسط Michaela Hueber اداره می‌شود جشن گرفت.

## همکاری‌ها
هوبر ورلگ سال‌هاست با شرکای مختلفی همکاری می‌کند که مکمل و غنی‌سازی مجموعه هوبر هستند: Hueber همکاری نزدیکی با Macmillan، ارائه‌دهنده پیشروترین عناوین در جهان در زمینه انگلیسی به عنوان یک زبان خارجی داشته‌است.
از سال ۲۰۰۷ همکاری فروش بین هوبر و Auralog برای تجارت کتاب آلمان و اتریش وجود دارد. Auralog یک متخصص در نرم‌افزار یادگیری زبان است و اولین ارائه دهنده ای بود که فناوری تشخیص گفتار پیچیده را در محصولات خود ادغام کرد. در سال ۲۰۰۸، هوبر و شرکت الکترونیکی Casio، فعالیت‌های فروش و بازاریابی خود را در زمینه فرهنگ لغت‌های الکترونیکی با هم ترکیب کردند. از آن زمان، فرهنگ لغت الکترونیکی سری EX-word توسط هوبر در تجارت کتاب آلمان توزیع شده‌است. هوبر از ابتدای سال ۲۰۱۰ کتاب‌های چندزبانه کودکان Edition bi:libri را در سراسر جهان می‌فروشد. بازی‌های زبان و سفر از Grubbe Media از ماه می ۲۰۱۴ بخشی از برنامه هوبر بوده‌است. در زمینه زبان‌های خارجی، همکاری‌های دیرینه ای با ناشران فرانسوی Hachette و Clé وجود داشته‌است. یک همکاری جهانی برای ایتالیایی به عنوان یک زبان خارجی با Alma Edizioni وجود دارد. از ابتدای سال ۲۰۱۴ همکاری فشرده‌ای با Sgel در بخش اسپانیایی وجود داشته‌است.

## لینک‌های وب
- وب سایت Hueber Verlag
- "Hueber Verlag Webseite - Chronik". Retrieved 2010-06-04.